# Lascoria barbaralis
Lascoria barbaralis là một loài bướm đêm trong họ Noctuidae.